# Invisible Children
Invisible Children är en i USA baserad ideell organisation som uppmärksammar aktiviteter av Herrens motståndsarmé och dess ledare Joseph Kony.
Framförallt vill organisationen få slut på användandet av barnsoldater.
I mars 2012 lanserades en kampanj på internet kallad Kony 2012 för att få honom än mer känd så att han kan gripas och föras till Internationella brottmålsdomstolen i Haag.